# Мансера, Педро Альварес де Толедо
О маркизе Вильяфранка см. Альварес де Толедо, Педро
Педро де Толедо и Лейва, 1-й маркиз Мансе́ра (исп. Pedro de Toledo y Leiva, primer Marqués de Mancera; 1585, Убеда, Испания — 9 марта, 1654, Мансера-де-Абахо, Испания) — испанский дворянин, колониальный чиновник и дипломат. Вице-король Перу с 1639 по 1648 год.

## Биография
Педро де Толедо-и-Лейва родился в городе Убеда (провинция Хаэн) в 1585 году, будучи сыном Луиса Альвареса де Толедо-и-Мендоса, 4-го сеньора Мансера в провинции Саламанка и Синко Вильяс и комендадора Аланже в Ордене Сантьяго, и Изабель де Лейва, дочери Санчо Мартинеса де Лейва, вице-короля Наварры, и Леонор де Мендоса, дочери сеньоров Ла-Корсаны.
В 1598 году Педро унаследовал власть от своего старшего брата Энрике Альвареса де Толедо-и-Лейва, 5-го сеньора Мансера. Он также был комендадором Эспаррагала и Рыцарем Ордена Алькантара .
В молодости Педро де Толедо служил в Италии, дослужился до звания генерал-лейтенанта, командовал королевскими галерами на Сицилии. После Сицилии Толедо был назначен генерал-капитаном Галисии.
В 1639 году в возрасте 54 лет Толедо был назначен на пост вице-короля Перу. В Перу он отправился вместе со своим сыном Антонио Себастьяном де Толедо (приблизительно 1621—1715), впоследствии его сын будет занимать пост вице-короля Новой Испании.
На посту вице-короля он предпринял ряд мер по улучшению обороноспособности на тихоокеанском побережье Перу, был увеличен состав флота, а также укреплены порты Вальдивия, Вальпараисо, Арика и Кальяо. В Кальяо по его приказу было начато возведение четырёхкилометровой крепостной стены.
Остров Мансера в устье реки Вальдивия был назван в честь Педро де Толедо.
После окончания своего срока полномочий на посту вице-короля Толедо возвратился в Испанию.
Педро де Толедо скончался в Мансера-де-Абахо 9 марта 1654 года в возрасте 69 лет.

## Семья
Первым браком Педро Альварес де Толедо-и-Лейва женился на Луизе Фейхоо де Новоа-и-Самудио, 1-й маркизе Бельвис. Во втором браке он женился на Марии де Саласар Энрикес де Наварра, 3-й сеньоре дель Мармол.
Франсиска де Толедо и Осорио родилась от первого брака, также известная как Франсиска Мария де Толедо Осорио Фейхоо де Новоа и Лейва, 2-я маркиза Бельвис, 1-я маркиза Монтальбо 19 марта 1630 года. Её сын по имени Педро станет 3-м маркизом Мансера и 3-м графом Гондомар.
От второго брака родились Антонио Себастьян де Толедо Молина-и-Салазар, 2-й маркиз Мансера, и Антония Мария Альварес де Толедо-Молина-и-Салазар.

## Произведения
Для своего преемника он оставил такой труд:
- Relación del estado del gobierno del Perú (Лима, 1648).